# روميو سانتوس

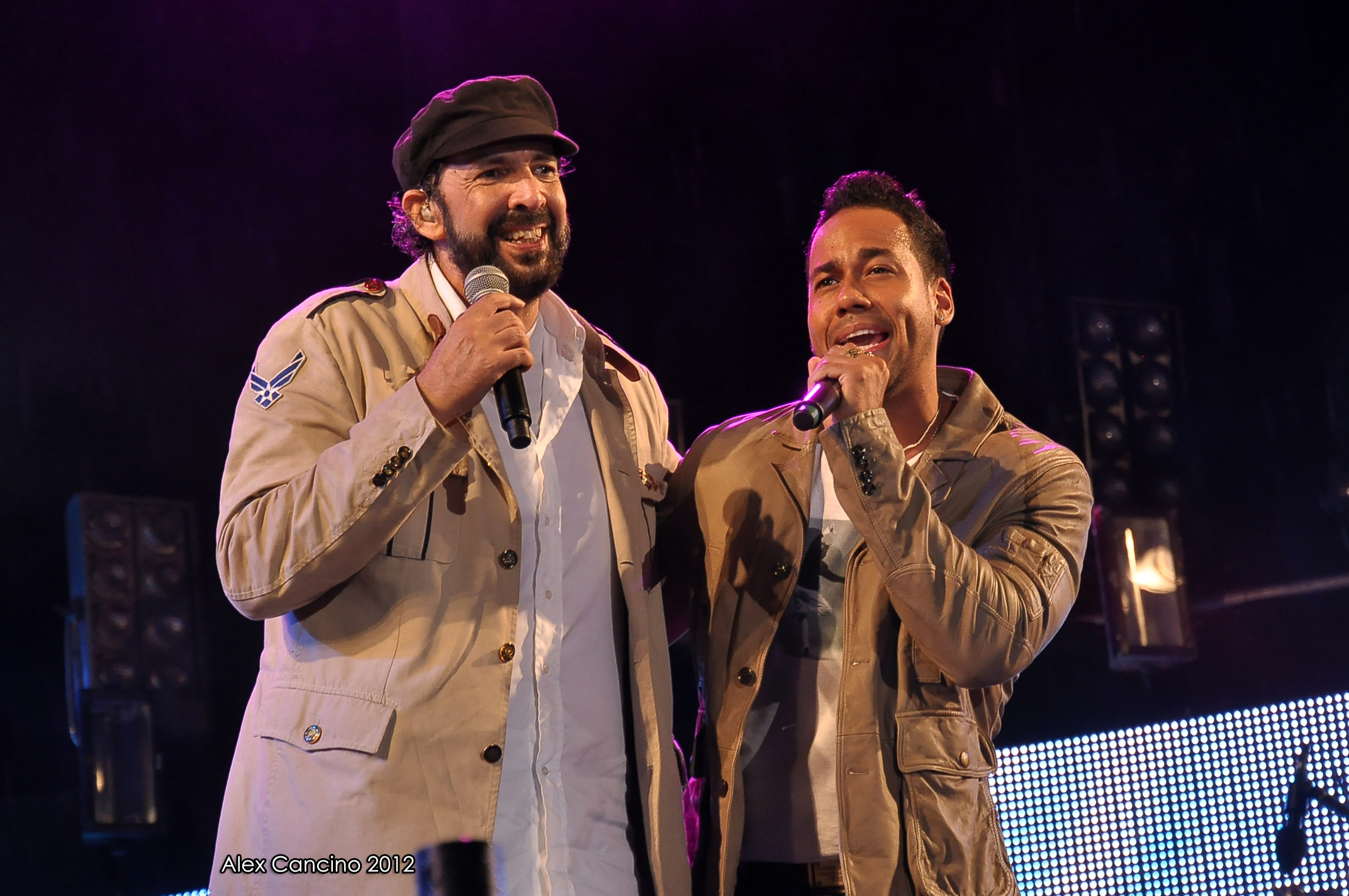
روميو سانتوس

وإسمه الحقيقي أنتوني سانتوس (بالإنجليزية: Anthony Santos) والفني روميو سانتوس (بالإسبانية: Romeo Santos) وهو مغني أمريكي ولد في يوم 21 يوليو 1981 في مدينة برونكس، نيويورك سيتي، نيويورك في الولايات المتحدة وهو يغني باللغة الإسبانية و باللغة الإنكليزية يغني صنف باجاتا وهو قائد لفرقة أفينتورا والد روميو من أصل دومينيكاني و أمه من أصل بورتوريكي.

## روابط خارجية
- روميو سانتوس على موقع IMDb (الإنجليزية)
- روميو سانتوس على موقع روتن توميتوز (الإنجليزية)
- روميو سانتوس على موقع ميوزك برينز (الإنجليزية)
- روميو سانتوس على موقع رولينغ ستون (الإنجليزية)
- روميو سانتوس على موقع إن إن دي بي (الإنجليزية)
- روميو سانتوس على موقع أول ميوزيك (الإنجليزية)
- روميو سانتوس على موقع أول ميوزيك (الإنجليزية)
- روميو سانتوس على موقع ديسكوغز (الإنجليزية)
- روميو سانتوس على موقع قاعدة بيانات الفيلم (الإنجليزية)